# خطة المشروع
إن التخطيط هو أول وظيفة من وظائف الإدارة ويتم من خلاله تحديد الأهداف ثم وضع الخطط والبدائل التي تمكننا من الوصول إلى تلك الأهداف، وتتصف عملية التخطيط بأنها عملية ذهنية تحليله تتضمن مجموعة من الأنشطة الفكرية والنظرية التي تتطلب مستوى عالٍ من المهارات الفكرية، لأن التخطيط كما نعلم هو التدبير المسبق الذي يحدد مسار المنظمة في المستقبل، ويهدف إلى تحقيق انتقال منظم من موقف حالي إلى موقف مستقبلي مستهدف يفوق الواقع الحالي قيمة وقدرة على الإنجاز.
واختلف الباحثون والمختصون في مستوى التخطيط المطلوب ومدى عمقه حيث يعتبر البعض أنه كلما صرفنا وقتاً أطول في التخطيط كلما وفرنا في الوقت اللازم للتنفيذ، أما دراكر Drucker فيعتبر أن الخطط تكون مقاصدا واهدافا جيدة ما لم يتم إفسادها بالمبالغة والدخول في تفاصيل لا داعي لها. بينما يقول ميردث 2006 التخطيط الدقيق والحذر مرتبط بقوة بنجاح المشروع.

## عندما يقوم المعنيون بالتخطيط في المشاريع بإعداد خطة المشروع فإنه من المفيد الانتباه إلى الأمور التالية
إن الغاية الأساسية من عملية التخطيط هي تأسيس مجموعة من التوجيهات المكتوبة بالتفصيل تُمكَن فريق عمل المشروع من فهم ومعرفة ما الذي يجب أن يتم عمله؟
	إن التخطيط هو وسيلة للوصول للأهداف وليس غاية في حد ذاته، وعليه فإن مهمة التخطيط هي الوصول إلى أهداف المشروع في الوقت والكلفة والجودة (المواصفات) التي ترضي الزبون وتجعله يقبل بالمشروع ويقوم باستلامه.
	إن أحد وظائف التخطيط هي التنبؤ بالمخاطر التي يحتمل أن تواجه المشروع وتعيق الوصول إلى أهدافه، ووضع الإستراتيجيات والخطط والتي تساعد المشروع في تجنب هذه المخاطر أو معالجتها عند حدوثها

## إعداد خطة المشروع
تمر عملية إعداد خطة المشروع من لحظة البدء بإعدادها وحتى اكتمالها لتصبح مرجعية المشروع أو كما يسميها البعض عقد الالتزام في المشروع تمر عملية التخطيط بعدد من المراحل الاساسية وهي:
بالمراحل الأساسية التالية: project charter الالتزام في المشروع
Launch Meeting عقد الاجتماع التأسيسي
Preliminary Plan . إعداد الخطة الابتدائية
Composite Plan . إعداد الخطة المركبة للمشروع
Final Project Plan . إعداد الخطة النهائية للمشروع
Plan Revision . مراجعة الخطة النهائية
.1 عقد الاجتماع التأسيسي
هو اجتماع تدعو لعقده الإدارة العليا في المنظمة الأم التي ينتمي إليها المشروع من أجل وضع الأسس لتنسيق عملية الدخول في المشروع، ومن خلال هذا الاجتماع ترسل الإدارة العليا إشارة مهمة حول التزامها بالمشروع ودعمها له. وفيه أيضاً يتم وضع جدول أعمال له أهداف واضحة يتم مناقشتها ولا يتم تجاوزها.
وفي جميع الأحوال فإن حصاد هذا الاجتماع يجب أن يتضمن النقاط التالية:
- تحديد المدى الفني للمشروع.
-	تحديد الأسس التي توضح مسؤوليات المشاركين في الاجتماع عن أداء المشروع.
-	ويمكن وضع موازنات تقديرية غير نهائية.
- تشكيل فريق إدارة المخاطر.

## 2. إعداد الخطة الابتدائية
يعتمد إعداد الخطة الابتدائية على مفهوم تجزئة هيكل العمل، ويتم من خلاله تحليل العمل هرمياً من الأعلى إلى الأسفل على النحو التالي:
	 يتم تجزئة البرنامج إلى مجموعة من المشاريع.
	يتم تجزئة المشروع إلى مجموعة من المهمات.
	يتم تجزئة المهمة إلى مجموعة من حزم العمل.
	يتم تجزئة حزمة العمل إلى مجموعة من وحدات العمل.
	 يتم تجزئة وحدة العمل إلى مجموعة من الأنشطة.
3. إعداد الخطة المركبة للمشروع
تقوم الجهة الأعلى بتدقيق الخطة الابتدائية المرفوعة لها من المرتبة الأدنى من أجل اعتمادها، ثم تقوم بإضافة الأنشطة والجداول والموازنات التي ستقوم بأدائها وتدقيقها وجمعها مع ما رفع لها من المرتبة الأدنى ثم رفعها مجتمعة إلى المرتبة الأعلى.

## .4 إعداد الخطة النهائية للمشروع
وتسمى أيضا الخطة الرئيسية أو عقد الالتزام في المشروع أو دستور المشروع وهي الخطة النهائية، وتصبح نهائية بعد أن يتم تدقيق الخطة المركبة واعتمادها من قبل الإدارة العليا للمنظمة الأم والتوقيع عليها.
5. مراجعة الخطة النهائية 
وهو ما يسمى بالتخطيط اللاحق ويتم من خلاله مراجعة الخطة النهائية للتأكد من ان كل العناصر الضرورية لانجاز المشروع وإكماله حسب المطلوب، وبعد انتهاء المراجعة والاعتماد النهائي لخطة المشروع لا يجوز إجراء أي تتعديل أو تغيير على الخطة الإ باستخدام ما يسمى أوامر التغيير.

## عناصر خطة المشروع
1. عرض عام: يكون على شكل ملخص قصير ويتضمن غايات المشروع وعلاقة هذه الغايات بأهداف المنظمة الأم، كما يتضمن وصفا للأسلوب الإداري والبناء التنظيمي الذي سيستخدم في المشروع بالإضافة لقائمة بالمحطات الرئيسية للإنجاز في المشروع.
2. أهداف المشروع: يتضمن شرحاً تفصيلياً لغايات المشروع المذكورة في العرض العام كما يتضمن هذا الجزء شرحاً للفوائد المتحققة من المشروع في الربح والمنافسة وأي أهداف أخرى.
3. المنهج العام: يصف هذا الجزء كل من الأسلوب الإداري والأسلوب الفني.
4. الأوجه التعاقدية: من الصعب على الشركات أن تقوم بتوفير وتخزين الموارد اللازمة للمشروع من أجل استخدامها في أوقات متباعدة؛ لأن ذلك يثقل المشروع بكلف مرتفعة، ولذلك فإن المشروع يعتمد على التعاقد الفرعي أو ما يسمى باللغة السائدة (مقاول الباطن).
5. الجداول الزمنية: تتضمن تحديد الجداول الزمنية اللازمة لتنفيذ كافة الأنشطة والفعاليات المطلوب أداءها وعلاقة هذه الأنشطة بالأنشطة السابقة والأنشطة اللاحقة ومدى التتابع والاعتمادية فيها. ويتم إعداد الجدولة باستخدام تقنيات Pert أو CPM لتحديد اوقات انشطة المشروع ابتداء من أول نشاط وحتى اخر نشاط.
6. الموارد: تتضمن تحديد كافة الموارد اللازمة لإنجاز المشروع من لحظة المباشرة وحتى لحظة الانتهاء سواء من حيث كمية هذه الموارد، نوعية هذه الموارد، وكلفة هذه الموارد فيما يسمى بالموازنة التقديرية.
7. الأفراد: تتضمن الكفاءات والخبرات والمهارات المطلوبة لأداء أنشطة المشروع ووقت احتياج المشروع لها، وإضافة لعمليات التدريب اللازمة لرفع كفاءة فريق العمل.
8. طرق التقييم: تتضمن وضع معايير ومقاييس الأداء في المشروع في الأمور التي تتعلق بكل أهداف المشروع إضافة لوضع طرق جمع البيانات عن أداء المشروع ومراحل عمله بهدف إجراء عملية التقييم والتغذية العكسية بهدف إجراء التصحيح اللازم.
9. المشاكل والصعوبات المحتملة: تتضمن التنبؤ ببعض المشاكل والمخاطر التي يحتمل أن تواجه المشروع كالمشاكل التقنية والفنية، نقص الموارد، والاضطرابات، والمشاك المناخية، والمشاكل المالية...الخ ووضع خطط احتمالية لمواجهة هذه الاحتمالات في حال حدوثها للتقليل من آثارها ومخاطرها.